# Jōhatsu – Die sich in Luft auflösen
Jōhatsu – Die sich in Luft auflösen (japanisch 蒸発, Jōhatsu; englisch Jōhatsu - Into Thin Air) ist ein deutsch-japanischer Dokumentarfilm aus dem Jahr 2024, der die Arbeit sogenannter Nachtumzugsunternehmen schildert, die Personen in Japan dabei helfen, spurlos zu verschwinden. Seine Weltpremiere feierte der Film im Frühjahr 2024 auf dem Internationalen Dokumentarfilmfestival Thessaloniki.

## Handlung
Der Dokumentarfilm schildert, wie einige Menschen, die aus unterschiedlichen Gründen ihren Alltag nicht mehr ertragen, mit der organisatorischen Hilfe eines Nachtumzugsunternehmens spurlos aus ihrem Leben verschwinden und zu sogenannten Jōhatsu (von japanisch „Verdampfung“ oder „Verdunstung“) werden.
Die im Film vorhandenen Interviews mit unterschiedlichen Verschwundenen belegen, dass sowohl finanzielle Katastrophen als auch häusliche Gewalt ein Auslöser für die Flucht in ein neues Leben sein können. Der Film lässt nicht nur die „Verdunsteten“ zu Wort kommen, sondern versucht auch, die Seite der Verlassenen zu zeigen, die mit quälenden, unbeantworteten Fragen zurückbleiben. Zusammenbindendes Element ist Saito, die Frau, die ein „Nachtumzugsunternehmen“ betreibt und selbst eine der „Verdunsteten“ ist.
Zu den Untergetauchten gehört ein Mann, der mit seiner besitzergreifenden Partnerin nicht zurechtkommt und deshalb zum Jōhatsu wird. Es wird auch das Leben eines Paares dokumentiert, das sich vor einem erpresserischen früheren Chef versteckt und deshalb in einem abgelegenen Hotel arbeitet und lebt. Die beiden träumen davon, wieder in einem normalen Alltag zu leben. Ein anderer Mann floh vor langer Zeit allein vor der japanischen Mafia, der Yakuza. Seitdem zieht er von einem Unterschlupf zum anderen bis zu einem Tagelöhnerviertel in Ōsaka. Er träumt davon, seine Mutter wiederzusehen. Eine solche verlassene Mutter, die ihren Sohn allein erzog, sucht ihrerseits ihren verschwundenen Sohn, erhält aber keine Unterstützung von der Polizei, da die japanischen Datenschutzgesetze dies untersagen. Sie arbeitet deshalb mit einem auf diese Fälle spezialisierten Privatdetektiv zusammen.

## Hintergrund
In Japan werden jährlich zwischen 70.000 und 90.000 Menschen als vermisst gemeldet, ein Teil davon wird zu „Verdunsteten“, die ihr Verschwinden häufig sehr genau geplant haben. Das Phänomen verbreitete sich besonders in den 1990er Jahren, als viele Menschen wegen der Wirtschaftskrise Kredite aufnahmen, die sie in die Knie zwangen. Hilfreich zur Seite stehen beim Verschwinden oft sogenannte Yonigeya (夜逃げ屋), die Nachtumzugsunternehmen. Arata Mori kommentierte dazu, dass die Vorarbeit zu dem Film mit zahlreichen Interviews Betroffener für ihn traumatisch gewesen sei, da er zwar von japanischen Unternehmen gehört habe, die ihre Mitarbeiter dazu zwangen, zu viel zu arbeiten, aber Mori wusste nicht, dass diese Unternehmen auch Geld von ihnen forderten.
Andreas Hartmann entschloss sich, nach seinem vorherigen Film über einen obdachlosen Japaner, der sich bewusst für diese Lebensform entschieden hatte, Jōhatsu – Die sich in Luft auflösen zu drehen. Der Film über den Obdachlosen (A Free Man) handelt ebenfalls von dem Druck einer rigoros leistungsorientierten Gesellschaft und wie weit manche gehen, um dem zu entkommen.
Die Dargestellten stimmten den Filmaufnahmen nur unter der Bedingung zu, dass Jōhatsu – Die sich in Luft auflösen nie in Japan gezeigt werden würde und auch ihre Identitäten sorgfältig verborgen blieben. Deshalb gibt es eine alternative Version des Films, die beim 20. Osaka Asian Film Festival 2025 gezeigt werden kann.

## Produktion
Andreas Hartmann führte zusammen mit Arata Mori Regie. Hinter der Kamera stand ebenfalls Hartmann, der auch das Drehbuch schrieb und Produzent des Films war. Im Jahr 2017 erhielten Hartmann und Mori erste finanzielle Hilfen für ihr Filmprojekt, das sich aber wegen der COVID-19-Pandemie verzögerte. Für die Filmmusik arbeitete die deutsche Komponistin Jana Immert mit der japanischen Perkussionistin Mika Takehara zusammen, die der Filmmusik durch Trommelklänge eine dramatische Note verlieh.

## Rezeption
Der Dokumentarfilm kam im November 2024 in die deutschen Kinos.
Phuong Le schrieb in seiner Kritik in der Online-Zeitung The Guardian, es handele sich um „poignant documentary surveys“ (ergreifende dokumentarische Untersuchungen), deren Anfang sich wie ein spannender Thriller entwickele.
Amber Wilkinson hebt auf screenday.com lobend hervor, dass die Regisseure sich auf Augenhöhe mit den Menschen, die ihr Leben weggeworfen haben, einem Vermittler und einigen der Zurückgebliebenen begeben würden und der erzielte Effekt fesselnd sei.
Angel Sun kritisiert in The Independent, dass der Film zu wenig erkläre: „Those who expect to learn more deeply about the phenomenon of Johatsu may feel frustrated by the inconclusive tone, but others may love how it leaves viewers sufficient space to reflect.“ (Diejenigen, die erwarten, mehr über das Phänomen Johatsu zu erfahren, könnten sich durch den nicht schlüssigen Ton frustriert fühlen, aber andere werden es lieben, dass der Film den Zuschauern genügend Raum zum Nachdenken lässt.) Sie spricht außerdem der Filmmusik eine wichtige Rolle zu: „While many scenes look calming, the drum music creates an underlying sense of tension. Such an artistic contradiction, again, invites the audience to think about the hidden friction between social expectation and individuality in Japanese culture.“ (Während viele Szenen beruhigend wirken, erzeugt die Trommelmusik ein unterschwelliges Gefühl der Spannung. Ein solcher künstlerischer Widerspruch lädt das Publikum wiederum dazu ein, über die versteckte Reibung zwischen sozialer Erwartung und Individualität in der japanischen Kultur nachzudenken.)

## Auszeichnungen
Jōhatsu – Die sich in Luft auflösen gewann beim Internationalen Dokumentarfilmfestival München 2024 den Hauptpreis Viktor Main Competition.